# Garden City (Géorgie)
Pour les articles homonymes, voir Garden City.
Garden City est une ville américaine située dans le comté de Chatham, en Géorgie. Selon le recensement de 2020, sa population est de 10 289 habitants.